# Abadijev znak
Abadijev znak je medicinski znak kojime se ispituje osjet duboke boli. Ispitivanje ovog simptoma izvodi se štipanjem Ahilove tetive. Izostanak osjeta boli označava Abadijev znak. Do izostanka boli dolazi zbog oštečenja osjeta duboke boli kao što se nalazi u tabes dorzalis.
Simptom je dobio ime po Joseph Louis Irenée Jean Abadie, francuskom neurologu.